# Carla Maia de Almeida
Carla Maia de Almeida (Matosinhos, 12 de janeiro de 1969) é uma jornalista freelancer, escritora, formadora e tradutora na área da literatura infantojuvenil. Nasceu em Matosinhos, em 1969, e é licenciada e pós-graduada em Comunicação Social pela Universidade Nova de Lisboa. 
Fez ainda uma pós-graduação em Livro Infantil pela Universidade Católica Portuguesa, tendo enveredado por esta área, em complemento com o jornalismo. . 
Em outubro de 2010, Carla Maia de Almeida foi a primeira autora de livros para crianças a beneficiar de uma residência no estrangeiro com o apoio da 
Direção-Geral do Livro e das Bibliotecas. 
A sua obra está incluída no Plano Nacional de Leitura.
Atualmente vive em Lisboa, é responsável pelas páginas de divulgação e crítica de livros para crianças na revista LER e autora do blogue O Jardim Assombrado.

## Prémios
A obra Irmão Lobo foi selecionada para o catálogo White Ravens e foi nomeada para o Prémio Autores, da Sociedade Portuguesa de Autores, na categoria Melhor Livro Infantojuvenil, 2014. 

## Obras
- A Ilha dos Diabretes (co-autoria, ilustrações de João Fazenda, Pato Lógico, 2015)
- Atento ao Medicamento (ilustrações de João Fazenda, Pato Lógico, 2015)
- Ana de Castro Osório - A mulher que votou na literatura (ilustrações de Marta Monteiro, IN-CM/Pato Lógico, 2015)
- Amores de Família (ilustrações de Marta Monteiro, Caminho, 2015) - Recomendado pelo Plano Nacional de Leitura.
- Irmão Lobo (ilustrações de António Jorge Gonçalves, Planeta Tangerina, 2013) - Recomendado pelo Plano Nacional de Leitura.
- A Lebre de Chumbo (coleção Ler com Valores, ilustrações de Alex Gozblau, APCC, 2012) - Recomendado pelo Plano Nacional de Leitura.
- Pele de Osso, (conto publicado na antologia Capuchinho Vermelho, histórias secretas e outras menos, Bag of Books, 2012)
- Onde Moram as Casas (ilustrações de Alexandre Esgaio, Caminho, 2011) - Recomendado pelo Plano Nacional de Leitura.
- Ainda Falta Muito? (ilustrações de Alex Gozblau, Caminho, 2009)
- Não Quero Usar Óculos (ilustrações de André Letria, Caminho, 2008) - Recomendado pelo Plano Nacional de Leitura.
- O gato e a Rainha Só (ilustrações de Júlio Vanzeler, Caminho, 2005) - Recomendado pelo Plano Nacional de Leitura.